# Famille de Montecler
La famille de Montecler est une famille subsistante de la noblesse française, d'extraction médiévale, originaire du Maine, dont la filiation suivie remonte à 1380.
Elle compte parmi ses membres des officiers supérieurs et généraux, des gouverneurs de Laval aux XVIe siècle et XVIIe siècle, des membres de la maison des rois de France, un grand archidiacre d'Angers.

## Histoire
La famille de Montecler établit sa filiation depuis 1380 dans la province du Maine,.
Guillaume de Montecler, chevalier, servit le roi sous le connétable de Clisson, dans la guerre de Bretagne et du Poitou, en 1380 et 1383. Ce Guillaume laissa de Charlotte Brisgaud : - Jean, chevalier, trouvé en 1420, marié à Roberte Fillastre, baronne de Trèves, dont il eut deux fils : Charles, qui n'eut que René, baron de Trèves, mort sans postérité ; et - Louis, seigneur de Bourgon, trouvé en 1450, marié à Jeanne, Dame de Boisgamas, qui continua.
Une notice du curé d'Evron François-Augustin Gérault dans le Mémorial de la Mayenne (1843) reprise par d'autres ouvrages au XIXe siècle, relie cette famille à la famille de Monclair ou Moncler originaire de Bassigny en Champagne, mais cette origine n'est pas donnée par le rapport établi en 1774 sur la famille de Montecler par Bernard Chérin, généalogiste des ordres du roi, et la famille de Monclair, en Champagne portait des armes différentes qui étaient d'argent à une clef de gueules. Les auteurs récents ne reprennent pas cette filiation et considèrent la famille de Montecler comme originaire du Maine avec une filiation prouvée remontant à 1380,.
La mort de René de Montecler des suites des blessures qu'il avait reçues à la bataille de Saint-Denis en 1567 marque l'extinction de la branche aînée. Sa fille, Madeleine de Montecler, épouse en 1577, Urbain de Laval Boisdauphin qui sera fait maréchal de France en 1597.
La postérité est continuée par Louis de Montecler (1535/1540-1600), seigneur de Courcelles. Marié à Renée Nepveu, dame de Charnay le 12 juillet 1568, qui lui apporta la seigneurie de Launai-Péan. En janvier 1616, pour reconnaître les services d'Urbain de Montecler, « même aux derniers mouvements », le roi Louis XIII érige la châtellenie « en titre, dignité et prééminence de marquisat, sous le nom de Montecler ».

## Personnalités

### Militaires
- En 1406 Jean de Montecler acquit la terre de Bourgon que ses descendants conserveront jusqu'en 1577. En 1419 il est fait chevalier par le Comte Mauve, régent du roi. Un arrêt du Parlement du 9 août 1428 le qualifie de notable chevallier, de grande et notable génération et aussi haut en faits. En 1429 il sert dans les troupes du roi Charles VII dans les guerres contre les anglais, il était canonnier (Jehan de Montecler, canonnier demourant a Angers), il maniait une couleuvrine.
- Louis de Montecler (1535/1540-1600), seigneur de Courcelles, frère du précédent. Marié à Renée Nepveu, dame de Charnay le 12 juillet 1568, qui lui apporta la seigneurie de Launai-Péan. En 1569, il était guidon de la compagnie de François Le Roy, seigneur de Chavigny, en même temps que son frère était gouverneur de Laval. Il est gouverneur du comté de Laval en 1585 et il reçut en 1588 les compliments de Henri III de France pour avoir maintenu la ville dans l'obéissance au roi mais ensuite il laissa la ville prendre le parti de la Ligue. Il fut fait chevalier de l'ordre de Saint-Michel.
- Louis de Montecler (1602-1650). Il prit une part aux expéditions de Louis XIII contre les Protestants et se distingua au siège de la Rochelle et dans les guerres de Flandre contre les Espagnols. Il reçut successivement les grades de lieutenant-colonel du régiment de la Marine, de mestre de camp d'un régiment de 2 000 hommes d'infanterie, qui porta le nom de régiment de Montecler.
- Louis-Joseph de Montecler, gouverneur de Laval à partir de 1672. Il est pourvu de l'office de lieutenant-général dans le comté, ville et château de Laval.
- Joseph-François de Montecler, marquis de Montecler, (1694-1766) épousa en 1716 Hyacinthe Menon de Turbilly (1699-1742)[5], dame de la Rongère, dont le marquis de Sourches vantait la beauté. En 1710, il dota la chapelle du château d'un ordinaire de messes, « pour l'acquit d'un vœu qu'il avait fait ci-devant ». À cette date et jusqu'à la fin du XVIIIe siècle, le château de la Rongère devint la résidence de la famille de Montecler.
- Hyacinthe-François-Georges de Montecler (8 mai 1719-1764), mousquetaire en 1736 puis cornette des chevau-légers de la reine au moment de son mariage le 5 septembre 1740 avec Marie-Charlotte de Montullé puis mestre de camp de cavalerie le 26 décembre 1743. Il meurt le 5 octobre 1764 à La Rongère où il était retiré après un duel survenu en août 1745 au cours duquel il tue le jeune Armand-Gabriel de Belsunce de Castelmoron, enseigne de gendarmerie qui venait de se distinguer à la bataille de Fontenoy[6].
- Henri-François de Montecler (1724-1774), chevalier de Malte, brigadier des armées du roi, colonel d'un régiment de dragons du nom de Montecler, qui deviendra le régiment des dragons de Monsieur.
- Louis-Augustin de Montecler (1727-1784), dit le « chevalier de la Rongère » puis le « comte de Montecler », officier de marine, il servit pendant la guerre d'indépendance des États-Unis. Il fut brigadier des armées navales. Grièvement blessé à la bataille de la baie de Chesapeake (septembre 1781), il rentra en France où il mourut quelques années plus tard des suites de ses blessures.

### Religieux
- Joseph-François de Montecler (1723-1768), dit l'« abbé de Montecler », grand-archidiacre d'Angers, abbé en commende de Saint-Pierre d'Uzerche. Il fut pressenti pour être évêque d'Angers, ou du Mans, mais fut écarté par les jansénistes. Il devint Membre de l'Académie des sciences, belles-lettres et arts d'Angers en 1750.

## Armes
- De gueules à un lion d'or, armé, couronné et lampassé de même[1],[3].
- Devise : Magnus inter pares

## Titres
- Marquis de Montecler par Lettres de 1616 en faveur d'Urbain de Montecler[1],[3] (lettres enregistrées à la chambre des comptes de Paris en 1739).

## Châteaux
- Château de Montecler

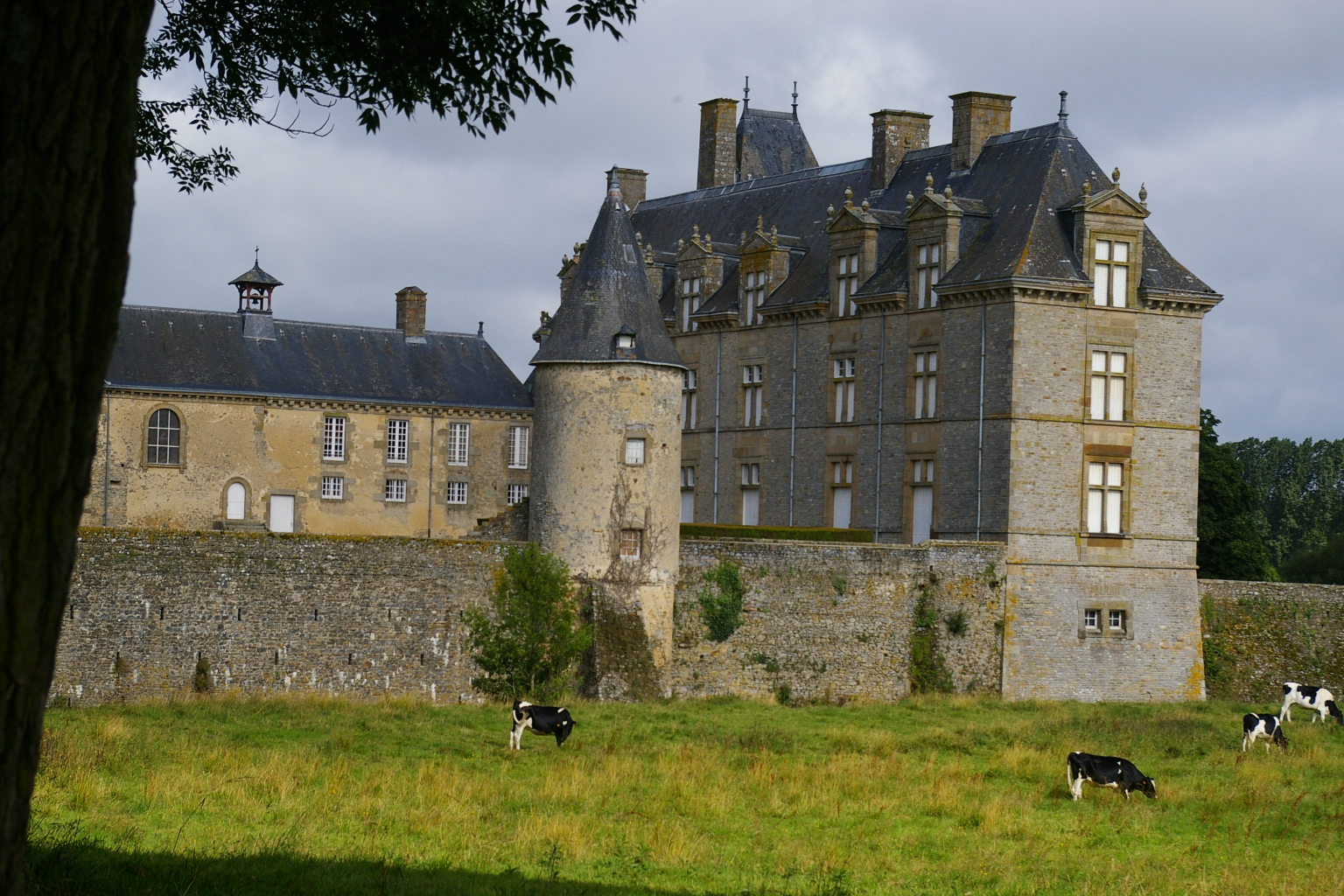
Château de Montecler

- Château de la Rongère (Saint-Sulpice)
- Château du Fouilloux
- Château de Montchevrier
- Château de Bourgon

## Alliances
Les principales alliances de la famille de Montecler sont : Brisgaud (vers 1380), Fillastre (vers 1420), de Boisgamas (vers 1450), de Sahurs de Torbescher (1484), de Rouillé, de Jonchères (1534), Nepveu de Launay (1569), de Froulay (1598), de La Flèche, Langlois de Moiteville (1658), Matraye (1693), de la Roussardière (1732), de Menon de Turbilly (1716), de Rosily (1772), du Fou, de Ruffray.